# Liste des personnalités liées à Châtillon-sur-Seine
Châtillon-sur-Seine dispose depuis le Moyen Âge sur les hauteurs de Chaumont d'un lycée. Celui-ci est associé à un hôpital de 1670 à 1806, date à laquelle l'hospice est relocalisé dans l'ancienne abbaye Notre-Dame. Véritable centre culturel régional, le lycée, reconstruit dans la partie basse de la ville en 1970, a formé, retenu ou attiré des générations de personnalités diverses. 

## Arts

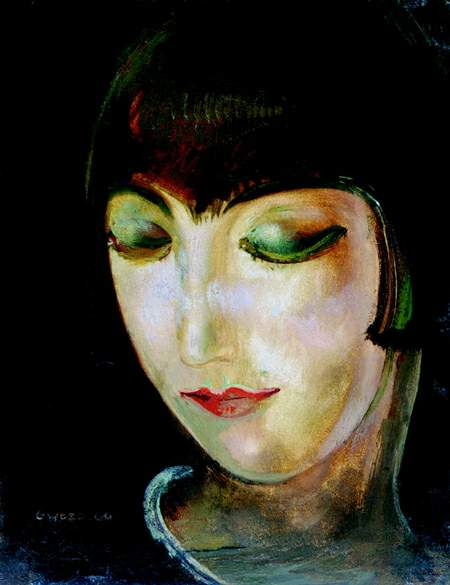
Kiki de Montparnasse par Gustaw Gwozdecki.

- Amédée Ternante-Lemaire, peintre et photographe ;
- Charles Ronot (1820-1895), peintre né à Belan-sur-Ource, a suivi ses études à Châtillon ;
- Clovis Delacour (1859-1929), sculpteur et médailleur, né à Châtillon ;
- Roger de Villiers, né le 18 juin 1887 à Châtillon-sur-Seine, mort le 19 juin 1958, sculpteur d'art religieux[1] ;
- Alice Prin (1901-1953) dite Kiki de Montparnasse, chanteuse, actrice, modèle et peintre française ;
- Damien Saez, chanteur ayant vécu à Châtillon à la fin des années 1970, rend hommage aux personnalités locales Nelly Cholbi et Bruno Rousselet dans sa chanson Châtillon-sur-Seine sur son triple album Messina sorti le 17 septembre 2012[2] ;
- Marguerite Cornillac, 1862-1952, peintre et décoratrice, y est née en 1862.
- Emmanuel-Charles Bénézit [3](1887-1975), peintre et collaborateur du Dictionnaire universel des peintres,sculpteurs dessinateurs et graveurs créé par son père. Est venu régulièrement à Châtillon sur Seine entre 1911 et 1950 où son épouse avait de la famille. Il y a peint de nombreux tableaux et a fait des dons à la ville.
- Auguste Petit (1844-1925), né à Châtillon sur seine, mort à Rio de Janeiro au Brésil [4]
- Marc Bohan (1926-2023), grand couturier français, ayant vécu les dernières années de sa vie à Châtillon sur Seine où il est décédé.

## Littérature et journalisme

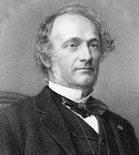
Désiré Nisard.

- François de Boisrobert né à Caen le 1er août 1592 et mort à Paris le 30 mars 1662 est abbé commendataire de l'abbaye de Châtillon à partir 1638 ;
- Victorine de Chastenay, née le 11 avril 1771 à Essarois et décédée le 9 mai 1855 à Châtillon, est une mémorialiste française, enterrée dans le chœur de l'église d'Essarois ;
- Caroline Massin née à Châtillon-sur-Seine, libraire, épouse du philosophe Auguste Comte ;
- Désiré Nisard (1806-1888), né à Châtillon-sur-Seine, membre de l'Académie française, commandeur de la Légion d'honneur ;
- Charles Nisard (1808-1890), né à Châtillon-sur-Seine et frère de Désiré Nisard, philologue, membre de l'Académie des inscriptions et belles-lettres ;
- Auguste Nisard (1809-1892), né à Châtillon-sur-Seine et frère des précédents, universitaire ;
- Henri-Émile Chevalier, homme de lettres né à Châtillon le 13 septembre 1828 et mort à Paris le 25 août 1879 ;
- André Mary (1879-1962), poète et philologue ;
- Francis Carco (1886-1958) écrivain, poète, journaliste et auteur de chansons français ;
- André Costa (1927-2002), rédacteur en chef de l'Auto-Journal depuis la création de ce magazine jusqu'aux années 1990 a vécu à Châtillon et y est mort.

## Militaires

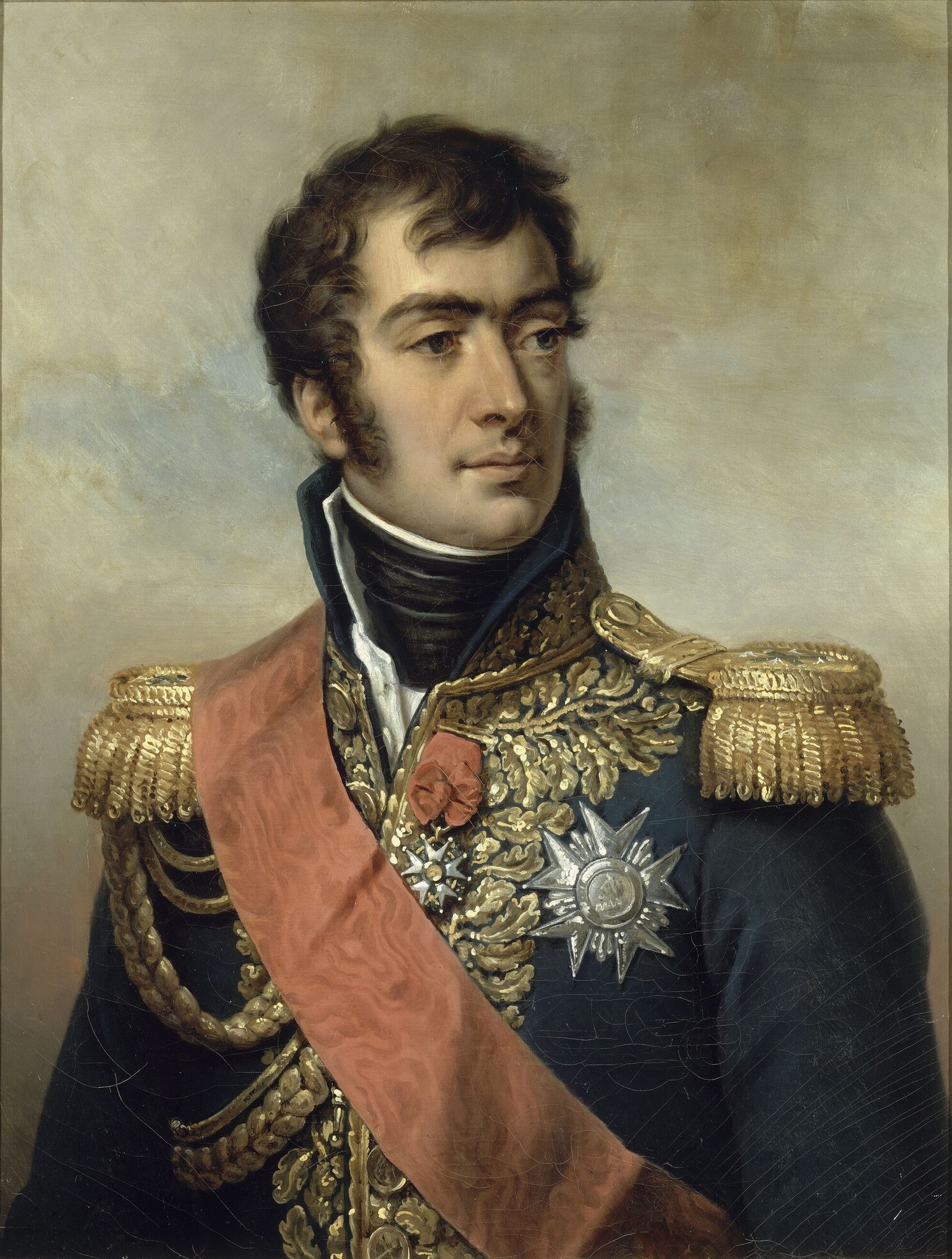
Le maréchal Marmont par Paulin Guérin.

- Girart de Roussillon, comte palatin carolingien[L 1] ;
- Edme Antoine Charles Le Bascle, marquis d’Argenteuil général et député de la Révolution, né à Châtillon le 19 avril 1721 ;
- le maréchal Marmont (1774-1852), duc de Raguse et pair de France est né à Châtillon le 20 juillet 1774 et enterré au cimetière Saint-Vorles ;
- Claude-Louis Petiet (1749-1806), né à Châtillon, député, intendant général de la Grande Armée, sénateur, inhumé au Panthéon ;
- le baron Claude Testot-Ferry, général, premier aide de camp du maréchal Marmont, a terminé sa vie à Châtillon ;
- Georges Mailfert, aviateur pionnier de la première guerre mondiale, y est né le 21 décembre 1875.

## Politique

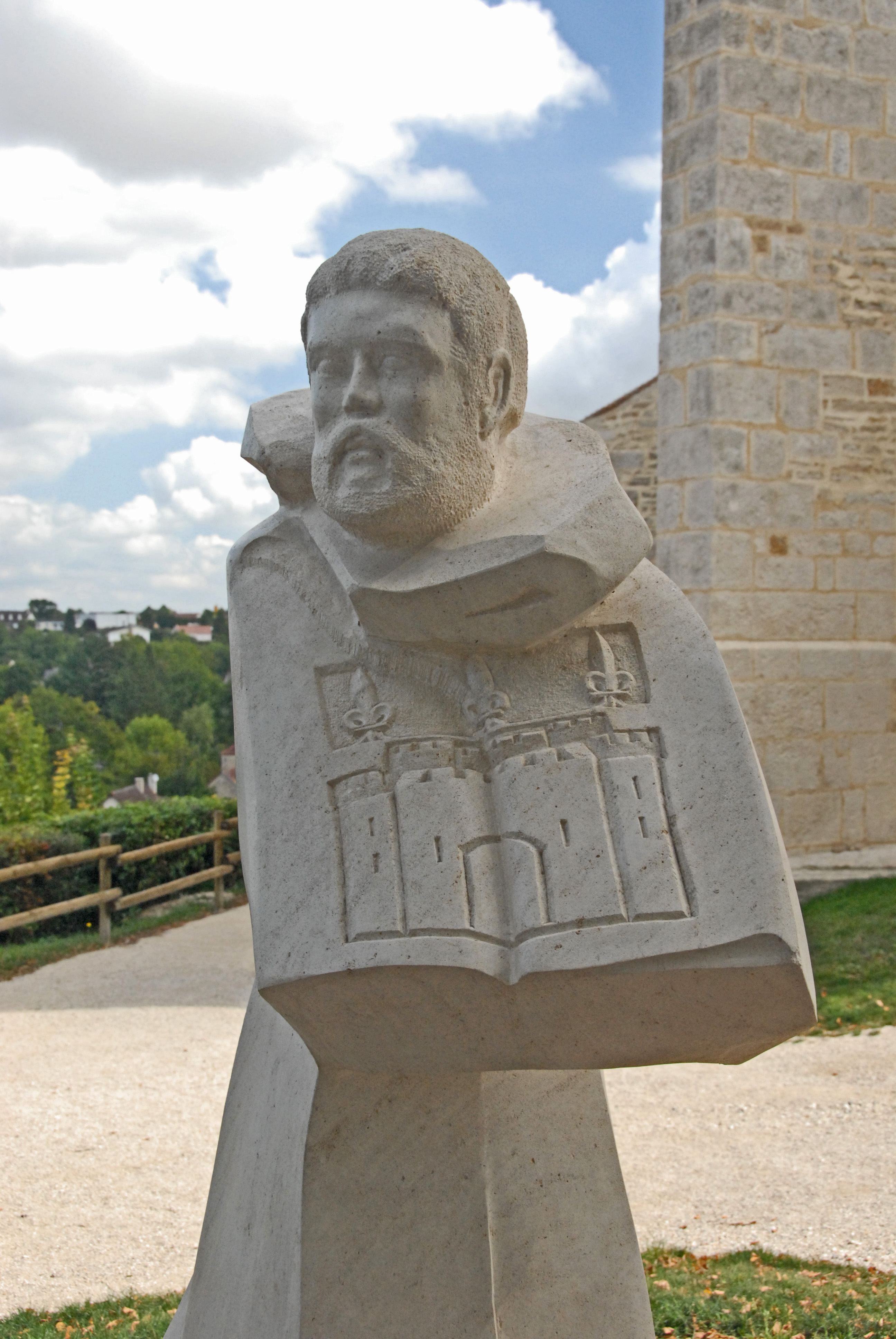
Bernard de Clairvaux (esplanade Saint-Vorles).

- Casimir de Montrond (1769-1843), a été assigné à résidence à Châtillon en 1811
- Nicolas Henri Carteret (1807-1862), né à Châtillon-sur-Seine, représentant du peuple à l'Assemblée législative de 1849, élu député en 1857 dans la troisième circonscription de la Marne, fondateur du comice agricole de Reims, officier de la Légion d'honneur ;
- Arthur Leroy (1828-1909), homme politique né à Châtillon-sur-Seine, maire de Chatillon, député de la Côte-d'Or de 1877 à 1902.
- Edme-Louis-Gustave Tridon, né à Châtillon en 1841, membre du Conseil de la Commune de Paris, député à l'Assemblée nationale de 1871.
- Louis Lorimy (1850-1934), homme politique, député de Seine-et-Marne de 1909 à 1919.
- Hubert Brigand (1952-), maire de Châtillon-sur-Seine puis député de Côte-d'Or.

## Religion
- Saint Vorles (vers 530-591), saint marquant de l'histoire du Châtillonnais ;
- Bernard de Clairvaux enfant a été quelques années à l'école canoniale de Châtillon ;
- Guillaume Philandrier (1505-1563), humaniste et ecclésiastique, né à Châtillon.
- Jeanne Bonnot , fondatrice des Hospitalieres de Châtillon[5] .

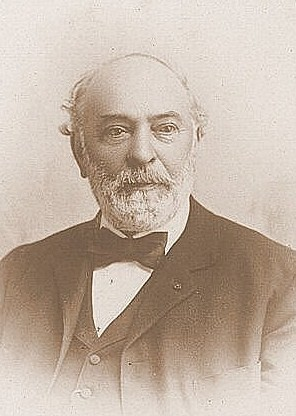
Louis Paul Cailletet.

## Sciences
- Pierre-Nicolas Rolle (17 juillet 1770 - 23 août 1855), maître de forges à Voulaines-les-Templiers est né à Châtillon.
- Louis Paul Cailletet (1832-1913), né à Châtillon, est le premier à liquéfier le dioxyde d'azote, l’oxygène et l'air atmosphérique ;
- Jean Bouchard (1910-1997), botaniste né à Châtillon ;
- Edme Verniquet (1727-1804), né à Châtillon, géographe et architecte ami de Buffon, auteur du Grand Plan de Paris sous Louis XVI, fils de Marie Beguin ;
- René Joffroy (10 juin 1915 - 5 février 1986), enseignant au lycée de Châtillon, archéologue amateur découvreur de la tombe princière de Vix[6] avec Maurice Moisson puis conservateur du musée d'Archéologie nationale de Saint-Germain-en-Laye, décédé à Châtillon ;
- Laurence Devillers (8 octobre 1962), née à Châtillon-sur-Seine, enseigne l'informatique appliquée aux sciences sociales à Sorbonne Université.

## Sport
- Jean-Charles Orioli, rugby, champion d'Europe en 2013, 2014 et 2015, champion de France en 2014 ;
- Cédric Paty, champion olympique de handball en 2008.